# Гармония сфер

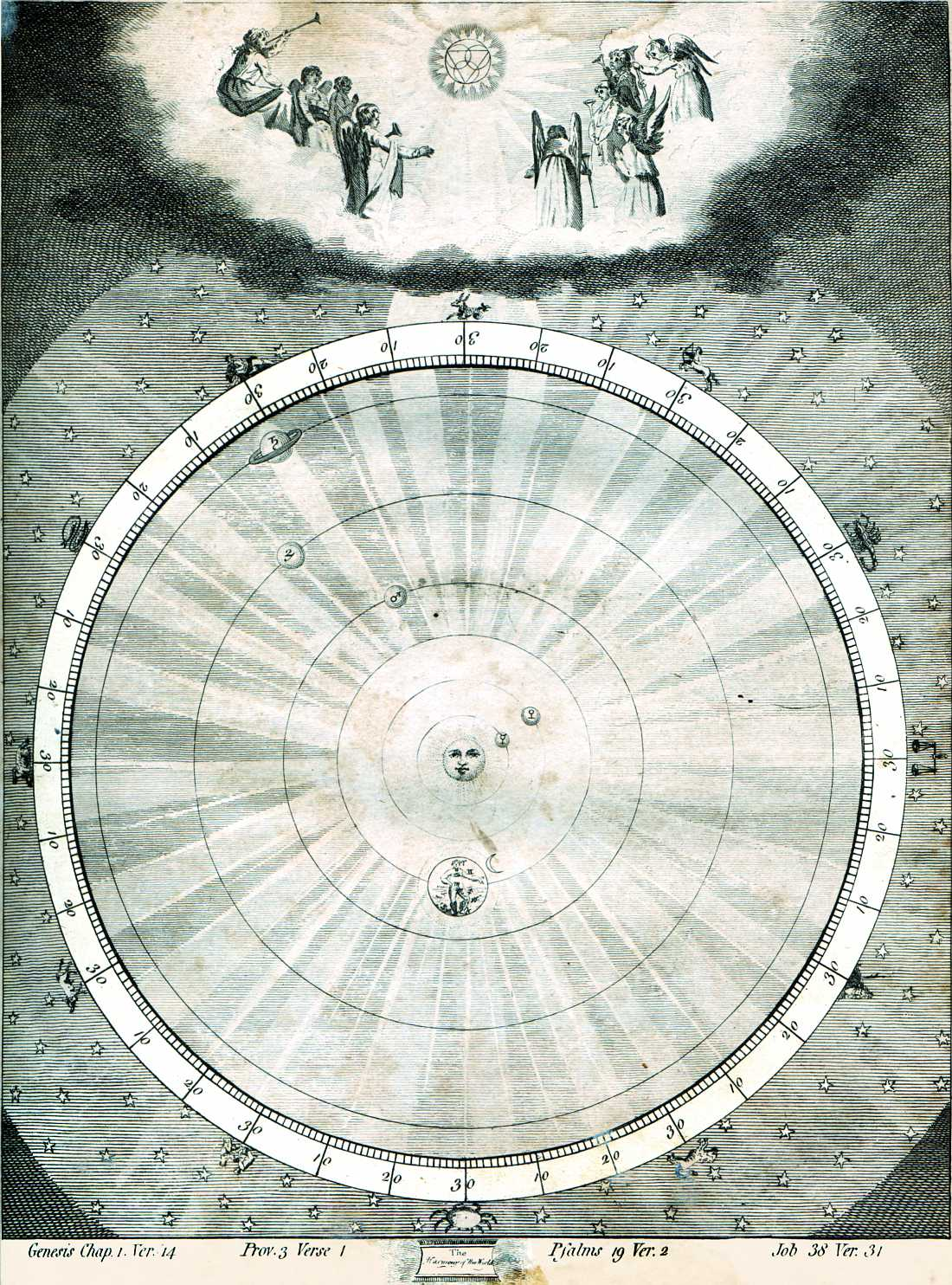
Гармония мира, 1806 г.

Гармо́ния сфер, гармо́ния ми́ра (др.-греч. ἁρμονία ἐν κόσμῳ, ἡ τοῦ παντὸς ἁρμονία; лат. harmonia mundi, harmonia universitatis, harmonia caelestis и др.), мирова́я му́зыка (лат. musica mundana) — античное и средневековое учение о музыкально-математическом устройстве космоса, характерное для пифагорейской и платонической философских традиций. Суть гармонии сфер в изложении Аристотеля следующая: «Движение [светил] рождает гармонию (ἁρμονίαν), поскольку возникающие при этом [движении] звучания благозвучны (σύμφωνοι ψόφοι) <…> скорости [светил], рассчитанные в зависимости от расстояний [между ними], выражаются числовыми отношениями консонансов (τοὺς τῶν συμφωνιῶν λόγους)».

## История
Астрономия до Евдокса не знала сфер. Платон говорит о «кругах» (κύκλοι), Аристотель о «небесных светилах», или «звёздах» (ἄστρα). В латинской науке поздней античности и средневековья то же понятие передаётся чаще всего как musica mundana (Боэций), harmonia caeli, musica caelestis, mundana concinentia («небесная гармония», «небесная музыка», «мировая гармония» Макробия) и т. п.
В древнейшем виде (у Пифагора) гармония сфер, возможно, представляла собой пропорцию только четырёх чисел 6:8:9:12, соединяющую в себе все три вида средних — геометрическое, арифметическое и гармоническое; так её описывают в «Арифметике» Никомах («самая совершенная гармония», τελειοτάτη ἁρμονία, Arithm. II,29) и Боэций («наибольшая и совершенная гармония», maxima perfectaque armonia, Arithm. II,54). Первым в истории учение о гармонии сфер изложил Платон в десятой книге диалога «Государство» (616b-617d). В небесной «гармонии» (в смысле вида октавы) 8 разновысотных звуков: звёздное небо (высший тон), Сатурн, Юпитер, Марс, Меркурий, Венера, Солнце, Луна (низший тон). Платоновское учение, изложенное в форме мифа о загробных путешествиях Эра, носит скорее философско-литературный, нежели математический характер — никакие числовые отношения между ступенями октавного звукоряда не оговариваются, привязки космической музыки к музыке земной (человеческой) тоже нет:
Всех валов восемь, они вложены один в другой, их края сверху имеют вид кругов на общей оси, так что снаружи они как бы образуют непрерывную поверхность единого вала, ось же эта прогнана насквозь через середину восьмого вала. Первый, наружный вал имеет наибольшую поверхность круга, шестой вал — вторую по величине, четвёртый — третью, восьмой — четвертую, седьмой — пятую, пятый — шестую, третий — седьмую, второй — восьмую по величине. <…> Всё веретено в целом, вращаясь, совершает всякий раз один и тот же оборот, но при его вращательном движении внутренние семь кругов медленно поворачиваются в направлении, противоположном вращению целого. Из них всего быстрее движется восьмой круг, на втором месте по быстроте — седьмой, шестой и пятый, которые движутся с одинаковой скоростью; на третьем месте, как им было заметно, стоят вращательные обороты четвёртого круга; на четвёртом месте находится третий круг, а на пятом — второй. Вращается же это веретено на коленях Ананки (Необходимости). Сверху на каждом из кругов веретена восседает по сирене; вращаясь вместе с ними, каждая из них издает только один звук, всегда той же высоты. Из всех звуков — а их восемь — получается согласие единой гармонии (μίαν ἁρμονίαν συμφωνεῖν). Около сирен на равном от них расстоянии сидят, каждая на своем престоле, другие три существа — это мойры, дочери Ананки: Ла́хесис, Клото́ и А́тропос — во всем белом, с венками на головах. Они поют, [накладываясь] на гармонию сирен (ὑμνεῖν πρὸς τὴν τῶν Σειρήνων ἁρμονίαν): Лахесис о прошлом, Клото — о настоящем, Атропос — о будущем.
Звуки, которые издают в своём движении планеты, в античном мире сопоставлялись со струнами лиры или кифары. Первое дошедшее до нас свидетельство привязки планет к струнам относится к III в. до н. э. и принадлежит Александру Этолийскому, однако, его описание гармонии мира с точки зрения пифагорейской науки — противоречивая беллетристика. В небесной гамме Никомаха семь звуков (они же ступени звукоряда Полной системы в объёме от гипаты средних до неты соединённых), причём Луна издаёт самый высокий звук, а Сатурн — самый низкий. Никомахова привязка светил к струнам кифары не имеет прототипов в сохранившихся более древних текстах.
В римской литературе учение о пифагорейской гармонии мира излагают Цицерон (в кн. 6 диалога «О государстве», знаменитом «Сне Сципиона»), Цензорин («О дне рождения», гл. 13), Халкидий («Комментарий к Тимею Платона», LXXIII), Макробий («Комментарий к Сну Сципиона» II.1-4), Боэций («Основы музыки» I, 2 и I, 27) и другие. Как и у Платона, в небесной гамме Цицерона 8 звуков, соотнесённых со светилами: самый высокий тон гаммы принадлежит «звёздоносному небесному кругу» (caeli stellifer cursus), самый низкий — Луне, их совместное звучание порождает совершенный музыкальный интервал — октаву («гармонию»). Находящаяся в неподвижности Земля (как положено неподвижным телам) звуков не издаёт. Привязки планет к струнам кифары и численных расчётов музыкальных интервалов между ними Цицерон не даёт. Последовательность планет в порядке удаления от Земли (в отличие от той, что даёт Платон) такова: Луна, Меркурий, Венера, Солнце, Марс, Юпитер, Сатурн, Звездоносное небо (caelum stelliferum). При этом космическая музыка проецируется и на человеческую деятельность:

…Наивысший небесный круг, несущий на себе звезды и вращающийся более быстро, движется, издавая высокий и резкий звук. С самым низким звуком движется этот вот лунный и низший круг. Земля, девятая по счету, однако, всегда находится в одном и том же месте, держась посреди мира. Восемь же путей, два из которых обладают одинаковой силой, издают семь звуков, разделенных промежутками,— это число [семь], можно сказать, есть узел всех вещей. Воспроизведя это [космическое звучание] на струнах и посредством пения, ученые люди открыли себе путь для возвращения в это место (то есть на небо) — подобно другим людям, которые, благодаря своему выдающемуся дарованию, в земной жизни посвятили себя наукам, внушённым богами.
Оригинальный текст (лат.)Quam ob causam summus ille caeli stellifer cursus, cuius conversio est concitatior, acuto et excitato movetur sono, gravissimo autem hic lunaris atque infimus; nam terra nona inmobilis manens una sede semper haeret complexa medium mundi locum. Illi autem octo cursus, in quibus eadem vis est duorum, septem efficiunt distinctos intervallis sonos, qui numerus rerum omnium fere nodus est; quod docti homines nervis imitati atque cantibus aperuerunt sibi reditum in hunc locum, sicut alii, qui praestantibus ingeniis in vita humana divina studia coluerunt.

В изложении Цензорина расположение небесных тел описано так же, как и у Цицерона, в порядке удалённости от Земли: Меркурий (Стилбон), Венера (Фосфор), Солнце, Марс (Pyroeis, огненный), Юпитер (Фаэтон), Сатурн (Фенонт), Высшее небо (то есть сфера неподвижных звёзд). Привязка небесных тел к музыкальным интервалам имеет весьма необычный вид, а именно (в порядке от Земли до Неба): целый тон, полутон, полутон, триполутон (полудитон), целый тон, полутон, полутон, полутон.
За основу «мировой музыки» (musica mundana) Боэция (Mus. I,27) взяты свидетельства Никомаха и Цицерона, однако оба своеобразно модифицированы. Интерпретируя свидетельство Цицерона, Боэций (как раньше это делал Никомах) связал звуки светил со струнами кифары, расположив их в объёме от месы (звук Неба) до просламбаномена (звук Луны). Придав небесной гамме вид диатонической гиподорийской октавы («гармонии»), Боэций обеспечил связь «мировой музыки» с «музыкой инструментальной» (musica instrumentalis, то есть музыкой в нашем смысле слова), в основу которой положена система октавных ладов. Пифагорейская музыкальная модель мира (от естественного звучания космоса до звучащих артефактов, которое производит человек) тем самым приобрела необходимую универсальность.

## Рецепция
Идея гармонии сфер продолжала существование в философской и музыкально-теоретической науке на протяжении поздней античности, Средних веков и эпохи Возрождения, найдя отражение в учениях св. Григория Нисского, Иоанна Скота Эриугены, Марена Мерсенна, Роберта Фладда, Афанасия Кирхера и пр. На средневековом Востоке концепция гармонии мира нашла отражение в «Послании о музыке» Братьев чистоты (X в.).
В Новое время концепция «музыки сфер» была развита Иоганном Кеплером в его трактате «Гармония мира» (1619). Каждой планете у него соответствовала своя мелодия. Отношению чисел, лежащему в основе музыкального интервала, соответствовало отношение максимальной и минимальной угловой скорости планеты; такое отношение рассматривалось и для двух разных планет:55. «Музыка сфер» и связанные с ней числовые отношения сыграли роль при открытии Иоганном Кеплером третьего закона движений небесных тел (во всяком случае, могут рассматриваться как стимул к поиску астрономических соотношений).
Гармонию мира воспели писатели, поэты и композиторы: Шекспир («Венецианский купец» V.1), Гёте (пролог к «Фаусту»), Блок («звёздный хор»), Йозеф Штраус (вальс «Музыка сфер» соч. 235), Римский-Корсаков («Музыка сфер» для неосуществлённой оперы «Земля и небо»), Хиндемит (опера и симфония под названием «Гармония мира»). Параллели с концепцией «музыки сфер» усматривают в конструкции стеклянной гармоники (музыкального инструмента). В 2006 году минималист Грег Фокс написал электронную композицию «Песня сфер» (Carmen of the spheres), используя реальные астрономические данные орбит девяти планет Солнечной системы. В 2008 году британский композитор Майк Олдфилд, увлечённый идеей гармонии сфер, выпустил альбом «Музыка сфер» (Music Of The Spheres), выразив собственное видение этой идеи в своей музыке.

### Комментарии
1. ↑  Под консонанансами («симфониями») у Аристотеля понимаются любые эммелические (применимые в музыке) интервалы, а не только вертикальные благозвучные интервалы (см. Консонанс и диссонанс).
2. ↑  Воин Эр, сын Армения, пал на поле брани. Его душа, едва освободившись от тела, отправилась к некоему чудесному месту перед двумя расселинами в скале, где восседали судьи. Справедливым людям они приказывали идти через расселину вверх на небо, несправедливым через другую расселину вниз, в Тартар. Эру судьи сказали, что он должен стать для людей вестником всего, что видел. О загробном пребывании Эра рассказывает также Плутарх («Застольные беседы» IX.740bc) и Макробий (I.1,9).
3. ↑  Перевод А. Н. Егунова, с небольшой редакцией.
4. ↑  Если толковать описанную Платоном композицию протокольно и буквально, то в целом мы получим политекстовый мотет на фоне сонорного кластера!
5. ↑  Фрагменты поэмы Александра о гармонии мира публикует в своем трактате «Изложение математических предметов, полезных при чтении Платона» Теон Смирнский. Обсуждая трактовку Александра, Теон отмечает откровенные несуразности как по части пифагорейской космологии, так и по части музыкальной теории. Он критикует стихотворца за то, что тот заставил звучать неподвижную Землю, смешал роды мелоса (отсюда у него вышло 3 полутона подряд, что невозможно ни по каким законам гармоники) и, поэтически восхваляя семиструнную лиру, в действительности описал девятиступенный звукоряд.
6. ↑  Верхний и нижний звук октавы — тождественные по положению в звукоряде; говоря современным языком, это одна и та же модальная функция.
7. ↑  Перевод В. О. Горенштейна.
8. ↑  Размеры полутона здесь и далее в космической гамме Цензорина не уточняются.
9. ↑  О видах октавы и ладах, которые из них образуются, Боэций написал далее, в книге IV того же труда «Основы музыки».
10. ↑  Пятый из 52 трактатов, составляющих энциклопедический труд «Послания Братьев чистоты».
11. ↑  Это сочинение в формате MP3 можно услышать на веб-сайте композитора Архивировано 26 апреля 2008 года..